# Protestantyzm w Bułgarii

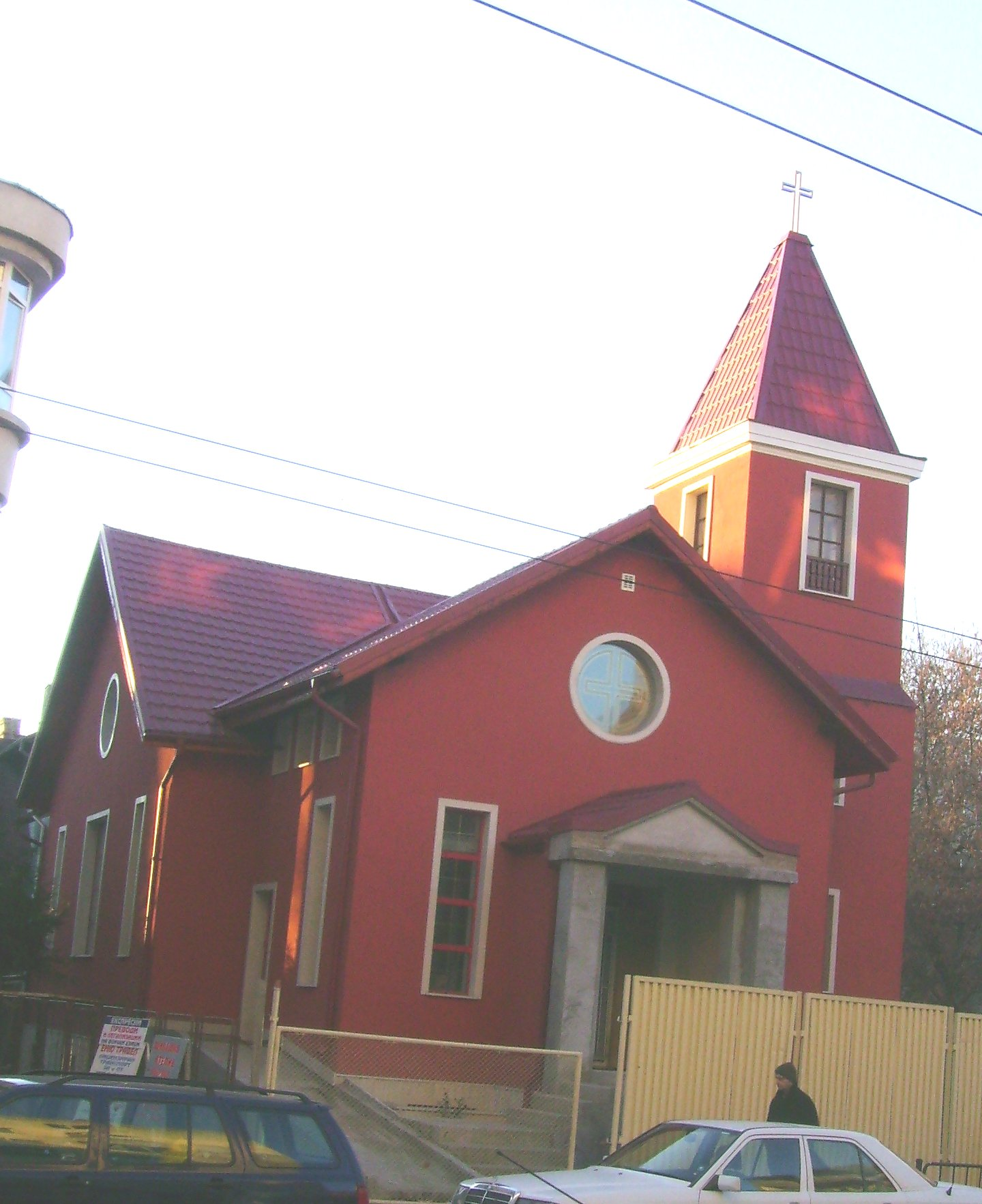
Kościół metodystyczny w Plewen

Protestantyzm w Bułgarii, pod względem liczby wiernych, jest czwartym kierunkiem religijnym po prawosławiu, islamie i katolicyzmie, posiadając łącznie 74 503 wiernych, co stanowi 1% społeczeństwa. Według danych statystycznych liczba protestantów w Bułgarii gwałtownie rośnie. Zgodnie z powszechnym spisem ludności z 2001 r. 42 308 osób zdeklarowało się jako wyznawcy kościołów protestanckich, podczas gdy w spisie ludności z 1992 r. do protestantyzmu przyznawało się zaledwie 21 878 osób. Znaczny wzrost nawróceń na protestantyzm odnotowuje się także wśród bułgarskich Romów, którzy stanowią spory odsetek wyznawców protestantyzmu w tym kraju.

## Historia

### Początki protestantyzmu, rozwój metodyzmu i kongregacjonalizmu
Protestantyzm dotarł do Bułgarii w latach 1857–1858 dzięki działaniom ewangelizacyjnym protestanckich misjonarzy pochodzenia amerykańskiego, w okresie narodowej odnowy religijnej. Metodyści i kongregacjonaliści, będący początkowo dwiema największymi denominacjami protestanckimi w tym kraju, podzielili między siebie strefy wpływów. Jedni przeważali w północnej, drudzy w południowej części kraju. Już tego samego roku bułgarscy protestanci różnych wyznań stworzyli Bułgarskie Ewangeliczne Towarzystwo Filantropijne, które później przemianowano na Unię Kościołów Ewangelicznych w Bułgarii. Oprócz organizowania nowych zborów, protestanci zakładali także własne szkoły, szpitale i kluby młodzieżowe. Za pośrednictwem tych agend rozpowszechniali w społeczeństwie Biblie oraz literaturę religijną w języku bułgarskim. W 1871 r. Unia Kościołów Ewangelicznych w Bułgarii ukończyła tłumaczenie całej Biblii na współczesny język bułgarski oraz założyła akademię w Konstantynopolu, której celem było kształcenie przyszłych pastorów. Po odzyskaniu niepodległości przez Bułgarię w 1878 r. wyznania protestanckie stawały się coraz popularniejsze, szczególnie dlatego, iż używały języka bułgarskiego podczas nabożeństw oraz w wydawnictwach religijnych.

### Protestantyzm w okresie reżimu komunistycznego
Prześladowania chrześcijan przez reżim komunistyczny objęły protestantów w jeszcze większej mierze, niż katolików. Począwszy od 1946 r. finansowe wsparcie dla kościołów płynące z zagranicy zostało zakazane ustawowo. Z uwagi na fakt, iż wielu pastorów kształciło się przed II wojną światową na zachodzie, byli automatycznie podejrzewani o wspieranie partii opozycyjnych. W 1949 r. wobec 31 pastorów postawiono zarzuty o współpracę z amerykańskim wywiadem oraz o kierowanie siatką szpiegowską. Wszelka własność należąca do zborów została skonfiskowana, zaś kościoły zostały zdelegalizowane, a ich działalność zakazana. Większość protestantów utrzymywała, iż prawo do sprawowania kultu jest im gwarantowane przez Konstytucję z 1947 r.

### Rozkwit ruchu zielonoświątkowego
Ruch zielonoświątkowy jest obecnie najliczniejszym nurtem protestanckim w Bułgarii. Już w 1991 r. w kraju tym żyło blisko 6 tysięcy zielonoświątkowców. Pentekostalizm dotarł do Bułgarii w 1921 r. wraz z rosyjskimi emigrantami. W krótkim czasie ruch rozprzestrzenił się, docierając do Warny, Sliwen, Sofii i Plewen. Po raz pierwszy ruch zielonoświątkowy odnotował pokaźny wzrost po ogłoszeniu wolności religijnej w 1944 r. Po upadku reżimu komunistycznego w 1989 r. ruch zielonoświątkowy stał się jednym z najszybciej rozwijających się kierunków religijnych w Bułgarii. Tendencja ta utrzymuje się do chwili obecnej. Bułgarski Kościół Zielonoświątkowy zwrócił się z petycją do rządu o umożliwienie założenia Instytutu Biblijnego. Założony został w 1991 roku.

### Dzieje bułgarskiego adwentyzmu
Adwentyzm jest w Bułgarii reprezentowany jest przez kilka kościołów. W kraju działa zarówno Chrześcijański Kościół Adwentystów, jak i święcący sobotę Kościół Adwentystów Dnia Siódmego. Historia ruchu adwentowego w Bułgarii sięga początków XX wieku. Wówczas to pojawili się pierwsi adwentyści w rejonie Dobrudży. Wkrótce ruch rozprzestrzenił się do Tutrakanu, Ruse, Sofii oraz Płowdiwu. Największy rozwój adwentyzmu w Bułgarii przypadł na lata po 1944 r. W okresie reżimu komunistycznego działalność adwentystów została ograniczona, choć główny nurt był tolerowany przez władze oraz zachował prawo do sprawowania publicznego kultu. Działało wówczas około 20 adwentystycznych zborów z 40 pastorami. Reżim zwalczał tzw. adwentystów reformowanych, którzy oderwali się od tolerowanego przez władze głównego nurtu adwentyzmu. Pacyfistyczne nastawienie tej grupy adwentystów stało się szczególnym obiektem ataku komunistycznej władzy. Wielu reformowanych adwentystów było więzionych w związku z odmową służby wojskowej.

### Sytuacja po 1989 r. i gwałtowny rozwój
Począwszy od 1989 r., kiedy to upadł reżim Todora Żiwkowa, wyznawcy różnych religii, w tym protestanci, cieszą większą wolnością religijną. Dzięki wysiłkom ewangelizacyjnym nowych misjonarzy przybyłych głównie ze Stanów Zjednoczonych, liczba protestantów od upadku reżimu do 2001 r. podwoiła się dwukrotnie. Zgodnie ze statystycznymi szacunkami, jeżeli tendencja ta utrzyma się, liczba protestantów w kraju w niedługim czasie przekroczy liczbę katolików.